# Батарея Новосильцевская
Батарея Новосильцевская — архитектурный ансамбль во Владивостоке, входит в комплекс фортификационных сооружений Владивостокской крепости. Расположена на вершине мыса Новосильского острова Русский, на высоте 45,8 м над уровнем моря.
Является объектом культурного наследия Российской Федерации — памятником градостроительства и архитектуры.

## История
Позиция для батареи начала использоваться с 1888 года. Как и многие другие батареи того времени, Новосильцевская была построена в дерево-земляном варианте. В 1899—1903 годах под руководством военного инженера капитана Эрнеста Оскаровича Маака была перестроена в бетонную.
Назначением батареи являлось противодействие попыткам вражеских судов подойти к восточному входу в пролив Босфор Восточный, а также воспрепятствование тралению противником минных ограждений.
Основным вооружением батареи, кроме двух пристрелочных 57-мм орудий Нордельфенда, расположенных на правом фланге, были шесть 152-мм/45-кал. пушки системы Кане на береговом станке. С началом Первой мировой войны почти все орудия современных систем были отправлены на западный фронт. Чтобы хоть как-то прикрыть восточный вход в пролив Босфор Восточный, в 1914 году на батарее были установлены четыре 152-мм орудия на корабельном станке на бетонных основаниях. Однако уже в 1915 году и эти орудия были отправлены на фронт.
Как и у других батарей Владивостокской крепости, у Новосильцевской за годы службы было несколько тактических и построечных номеров: в 1904—1905 годах она обозначалась как батарея XXI (21), в начале 1914 года — батарея XXXVI, в конце 1914 года — батарея № 375.
Во время подготовки к саммиту АТЭС 2012 года батарея была капитально отремонтирована и отреставрирована. В орудийные дворики установлены четыре макета 152-мм орудий на корабельном станке без щитов, два макета 152-мм орудий на береговом станке с щитами, два макета 57-мм береговых пушек. Восстановлено леерное ограждение орудийных двориков.

## Архитектурно-планировочное решение
Батарея развёрнута фронтом на юго-восток. Состоит из восьми орудийных двориков, выполненных в монолитном бетонном массиве, шесть из которых, начиная с левого фланга, предназначались для установки орудий главного калибра (152-мм/45-кал. орудия системы Кане), а остальные два — для 57-мм скорострельных пушек образца 1892 года системы Норденфельда.
Левый фланг имеет в районе второго дворика излом, направленный вершиной в сторону тыла. Орудийные дворики, полукруглые в плане, оборудованы цилиндрическими бетонными основаниями для артиллерийских орудий и прикрыты с фронта бетонным бруствером, толщиной 1,2 м. Между двориками расположены семь бетонных двухэтажных казематированных траверсов, внутри которых находились пороховые погреба. Траверс, относящийся к орудию, расположен справа от него, из-за чего окна подачи снарядов первых пяти 152-мм пушек расположены справа. Пятый траверс имеет большую площадь, выполнен двухэтажным. Он обеспечивал два 152-мм орудия.
Выходы из пяти пороховых погребов прикрыты массивными прямыми сквозниками. Второй, четвёртый и пятый сквозники, если считать от левого фланга, выполнены в виде двускатных пирамидоподобных кровель, в торцах которых устроены ниши для наблюдения (для командиров взводов), и снабжены скоб-трапами и поручнями. Скоб-трапы имеются и на боковых внутренних стенках каждого орудийного дворика.
На фасаде третьего слева сквозника отформован киот под установку иконы. Имевшаяся возле киота дата отливки бетонного массива батареи (1901 год) уничтожена во время реставрации.
Примерно в 30 м от левого фланга батареи в восточном направлении расположен углублённый каземат для парового двигателя, электрогенератора и прожектора. Непосредственно перед казематом находится восстановленная в виде каменной мозаики площадка для выноса прожектора. От каземата к позиции батареи ведёт каменная лестница.
На расстоянии около 145 м от правого фланга в юго-восточном направлении расположен павильон для дальномера. Все металлические детали павильона были утрачены в начале 2000-х годов. Павильон восстановлен в период августа — октября 2012 года. Установлены современная грибовидная крыша и двери, имитирующие оригинальные.

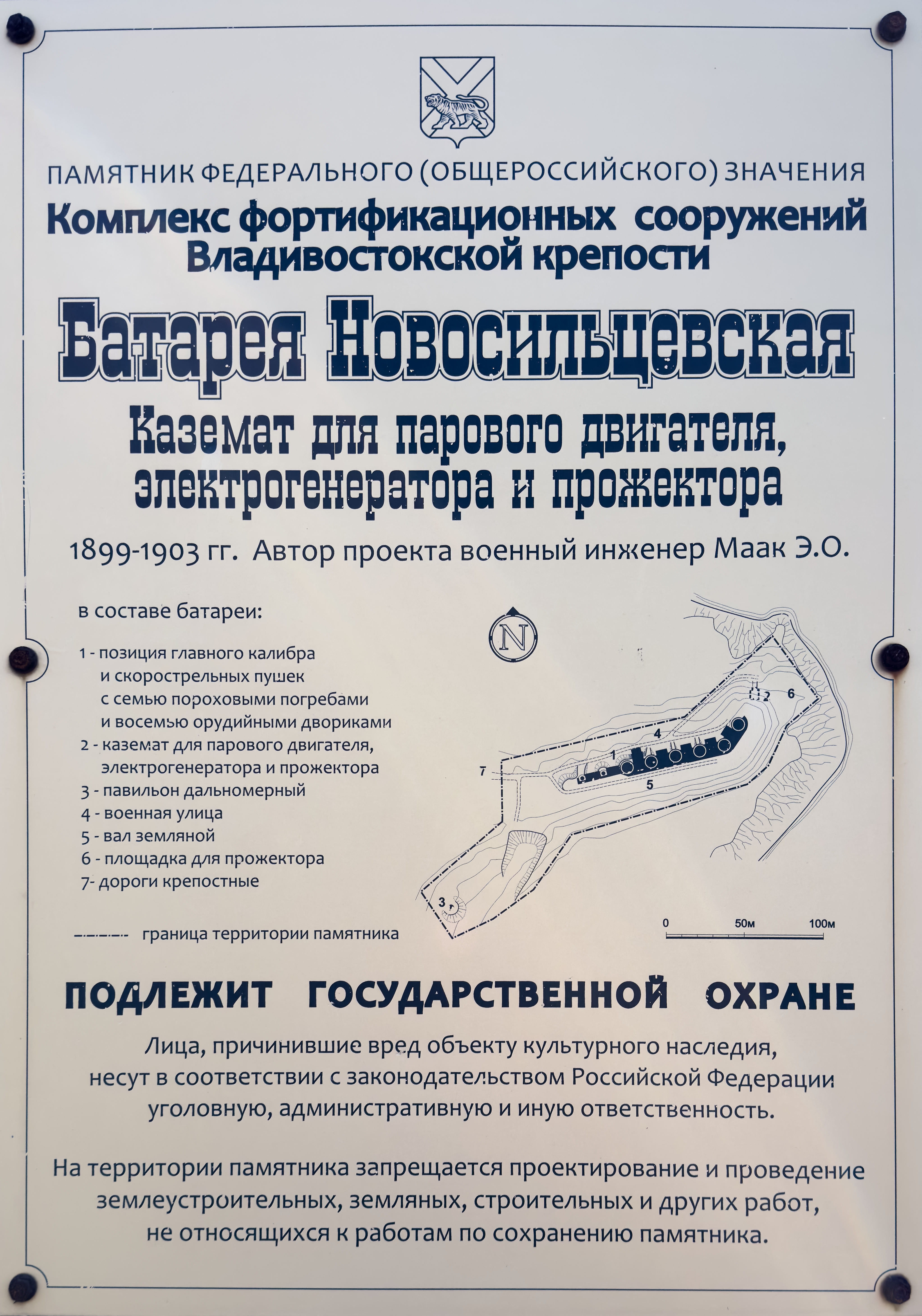
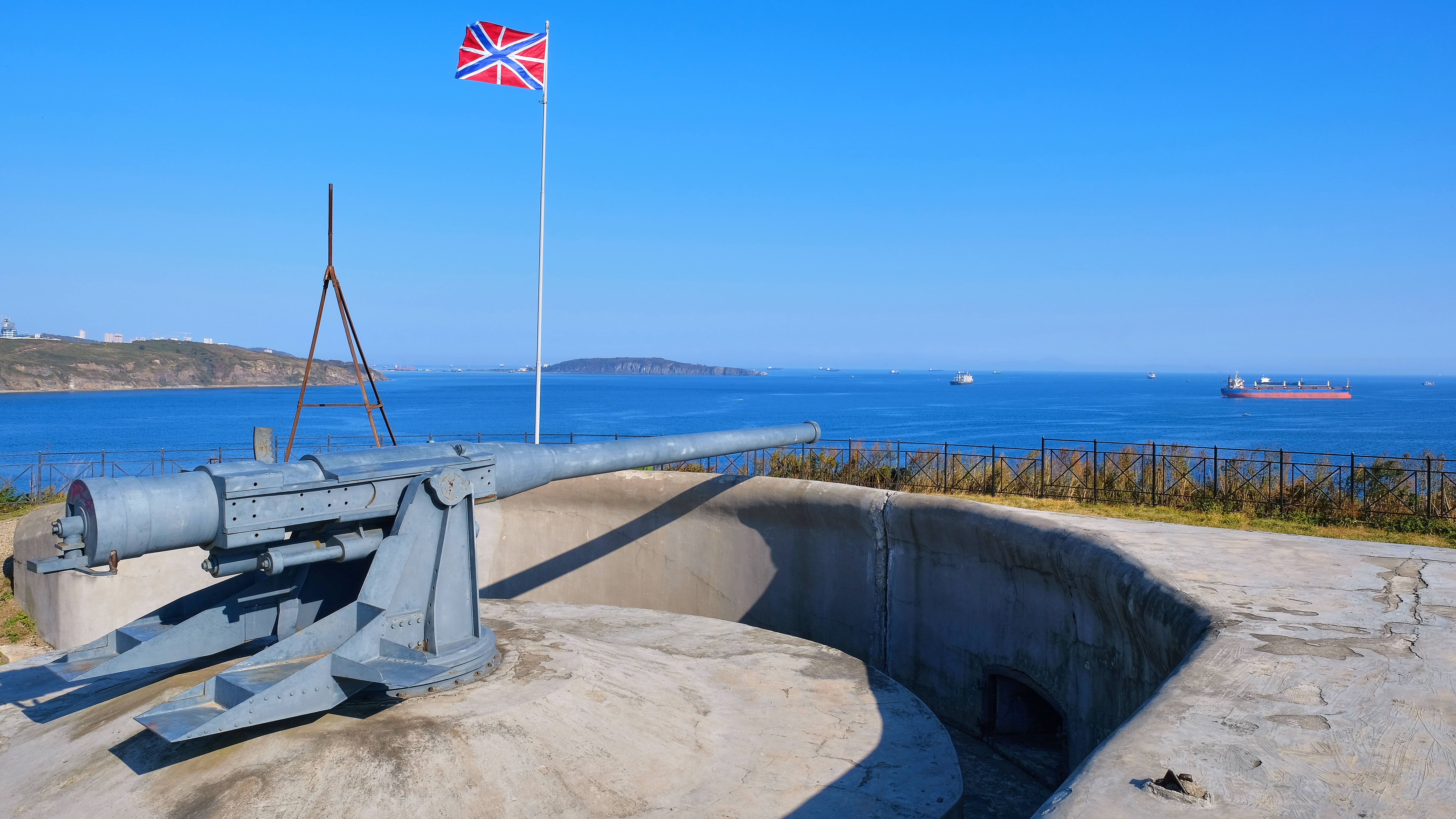
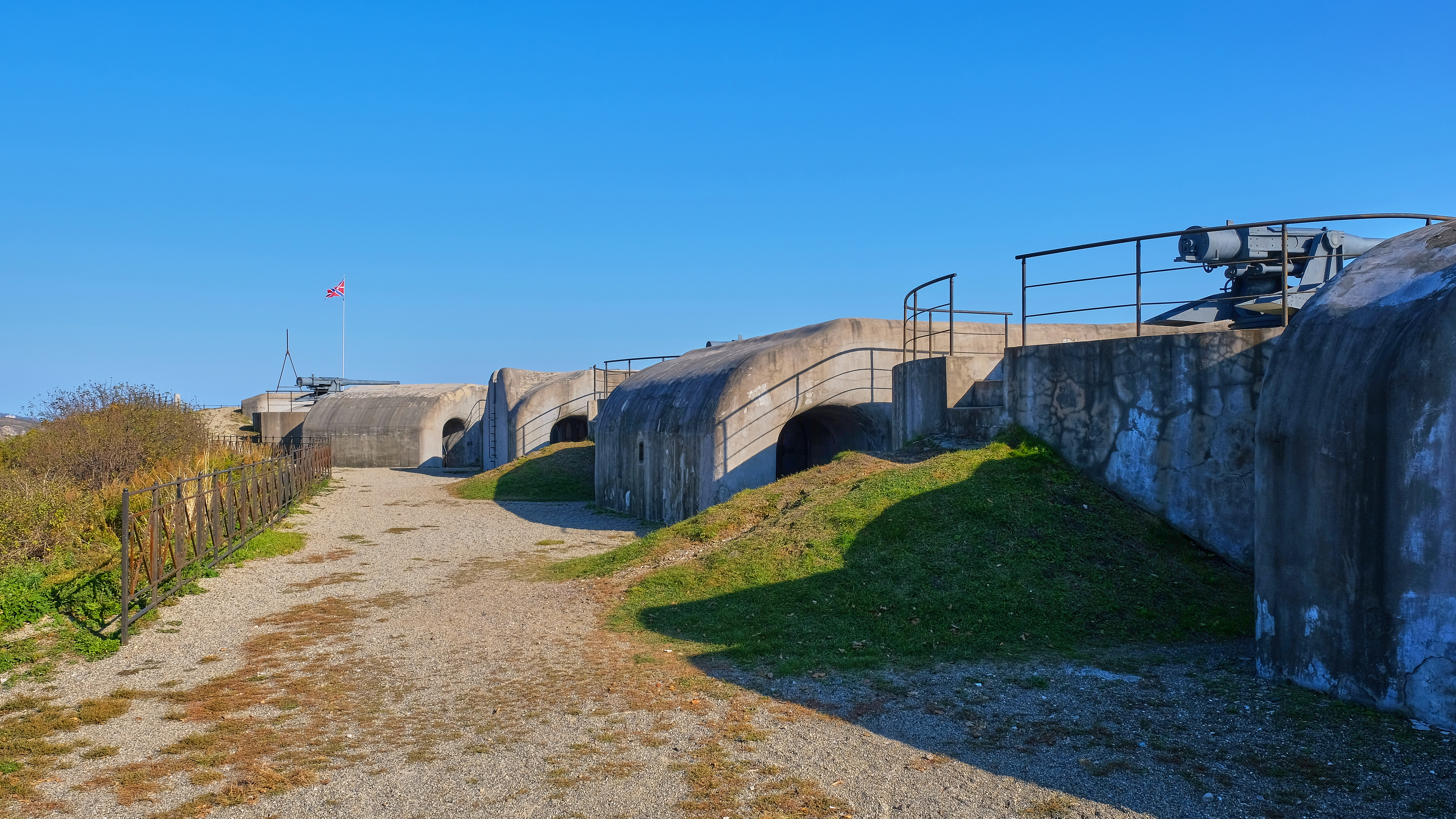
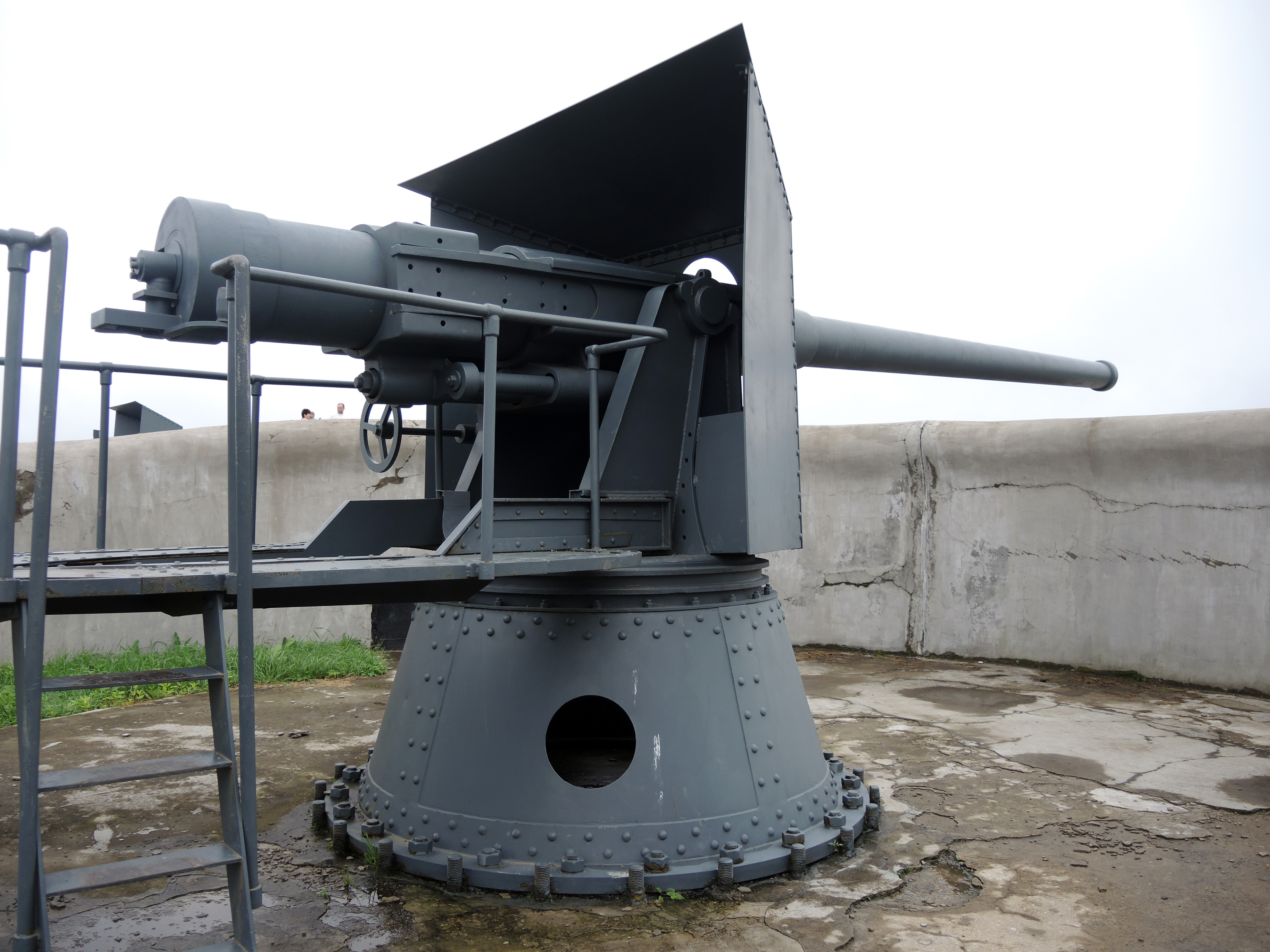
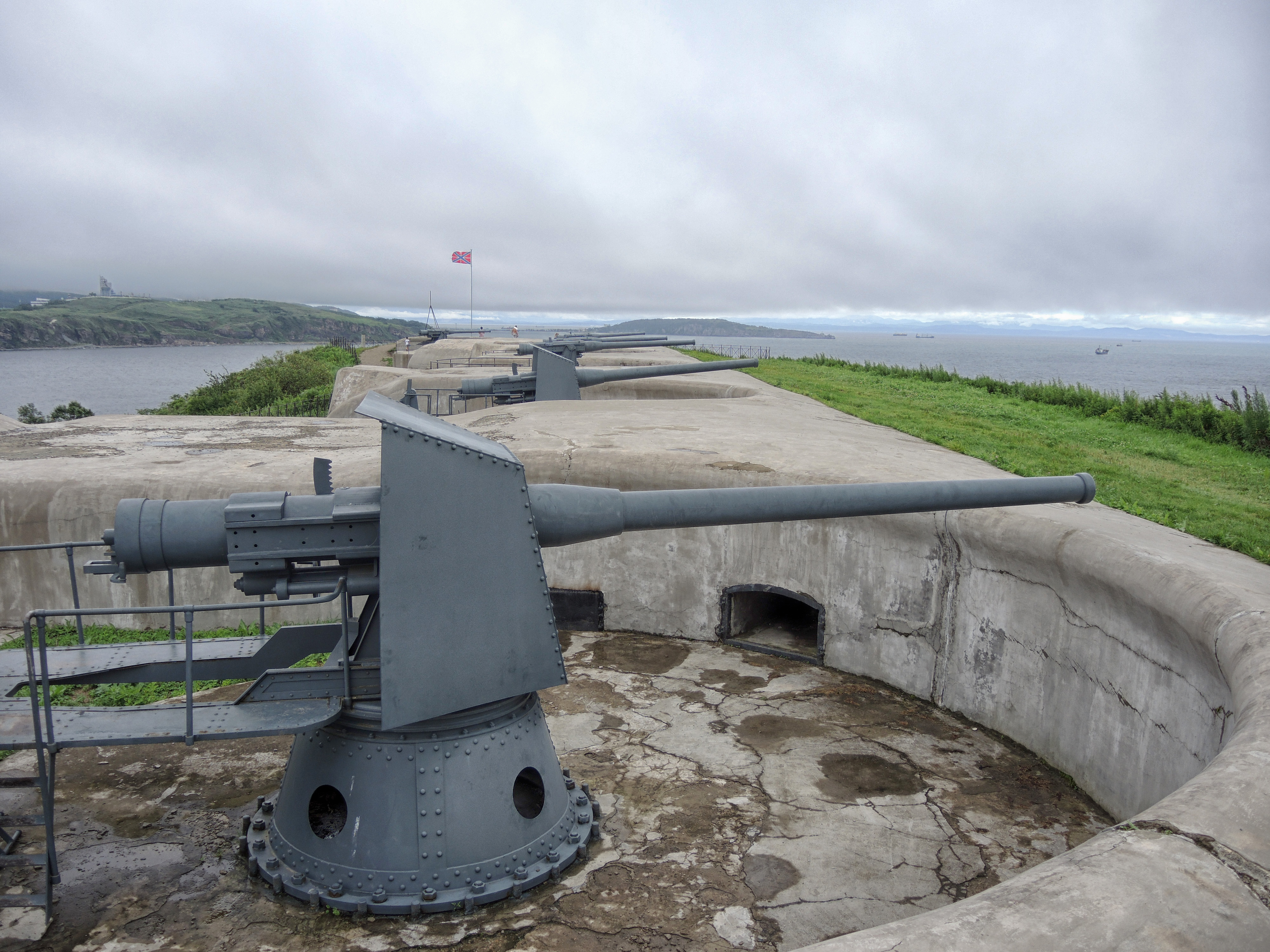
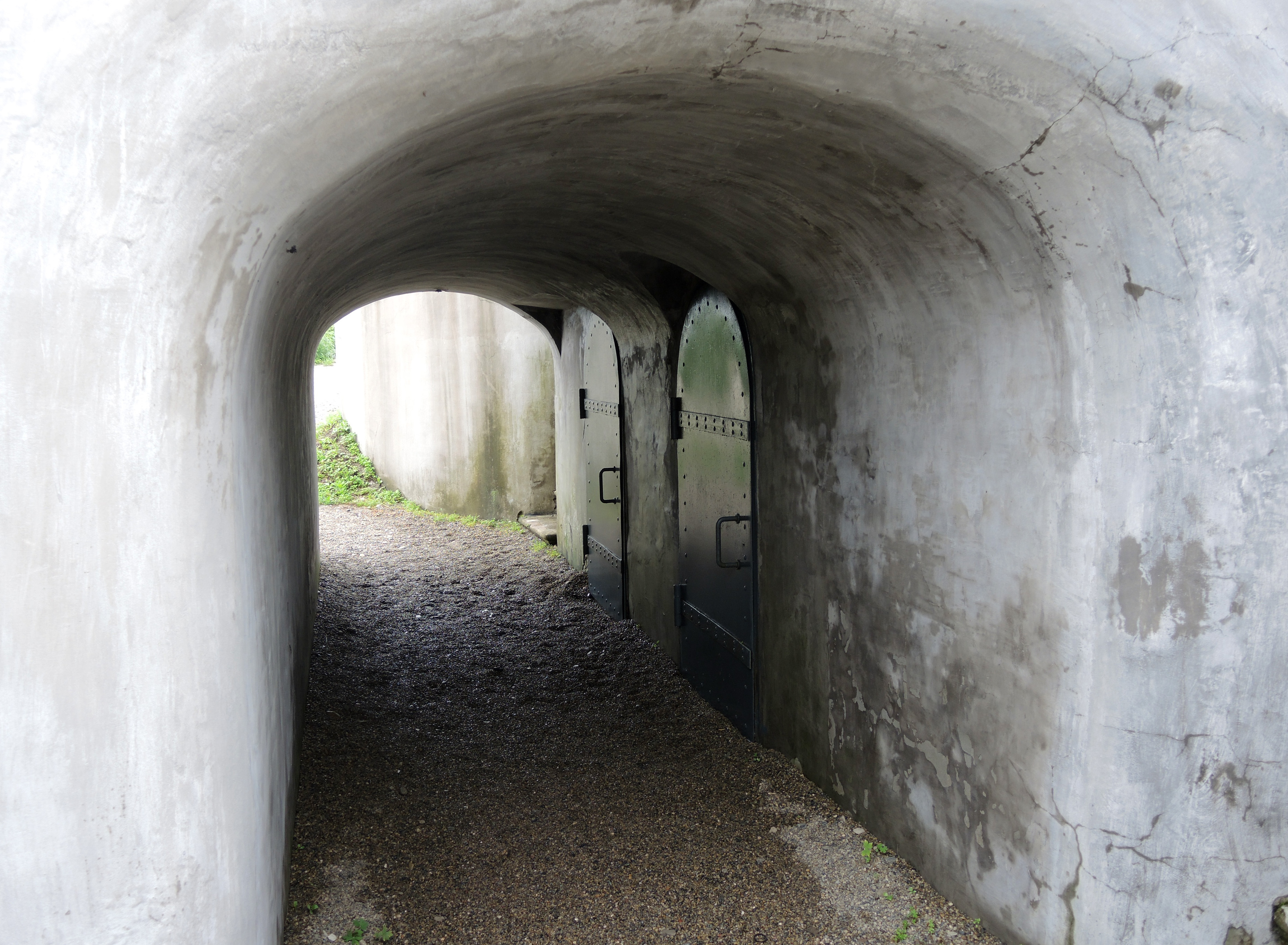